# Какатоїс-голіаф
Какатоїс-голіаф (Probosciger aterrimus) — вид папугоподібних птахів родини какадових (Cacatuidae).

## Поширення
Вид поширений на півночі Австралії (півострів Кейп-Йорк), в Новій Гвінеї та на Молуцьких островах. Живе у дощових низовинних лісах, саванах з лісовими ділянками, галерейних лісах.

## Опис
Великий папуга. Тіло завдовжки 60-75 см, хвіст 23-25 см, дзьоб 9 см. Самець важить 540—1100 г, самиця — 500—950 г. Оперення чорного кольору. На голові є великий чуб, що складається з вузького і довгого пір'я і завжди знаходиться в піднесеному стані. Щоки голі і зморшкуваті, червоного кольору. ід час збудження щоки стають яскраво-червоними. Дзьоб масивний, чорного кольору. Язик довгий, м'ясистий. Лапи сіро-чорні. Очі карі.

## Спосіб життя
Трапляється дрібними зграями до 7 птахів. Ночує на деревах або в гнізді. У спекотну пору доби відпочиває в кроні дерев, що ростуть біля води. Живиться плодами, горіхами, насінням, ягодами, квітами, комахами і їхніми личинками.

## Розмноження
Пара створюється на все життя. Гніздиться в дуплах високих дерев на висоті понад 10 м. Дупла використовуються парою щороку. Сезон розмноження залежить від місцевого клімату, але зазвичай птах гніздиться з серпня по січень. У кладці одне яйце. Інкубація триває 31-35 днів. Висиджують обоє батьків. За пташенятами батьки доглядають 14 тижнів.